# Кокл, Даг
Даг Кокл (англ. Doug Cockle) — американский актёр кино и дубляжа, проживающий в Великобритании. Англоязычный голос ведьмака Геральта из Ривии.

## Фильмография
| Год  |    | Русское название     | Оригинальное название              | Роль  |
| ---- | -- | -------------------- | ---------------------------------- | ----- |
| 2001 | ф  | Портной из Панамы    | The Tailor of Panama               |       |
| 2002 | ф  | Власть огня          | Reign of Fire                      |       |
| 2004 | ф  |                      | London Voodoo                      |       |
| 2004 | ф  | Парень из кальция    | The Calcium Kid                    |       |
| 2005 | ф  |                      | Dot.Kill                           |       |
| 2011 | ф  | Первый мститель      | Captain America: The First Avenger |       |
| 2025 | мф | Хищник: Убийца убийц | Predator: Killer of Killers        | Эйнар |

## Дубляж
- 2007: Ведьмак — Геральт из Ривии
- 2011: Ведьмак 2: Убийцы королей — Геральт из Ривии
- 2015: Ведьмак 3: Дикая Охота — Геральт из Ривии
- 2018: Soulcalibur VI — Геральт из Ривии
- 2025: Dead by Daylight — Геральт из Ривии